# Kerry-Anne Saxby-Junna
Kerry-Anne Saxby-Junna (ur. 2 czerwca 1961 w Ballinie) – australijska chodziarka.
Wielokrotna rekordzistka świata na różnych dystansach: do dziś pozostaje halową rekordzistką świata w chodzie na 5 km (1996 – 20:03,0). Wicemistrzyni świata z Rzymu (1987) na 10 km, brązowa medalistka z MŚ w Sewilli (1999) – 20 km. Halowa mistrzyni świata z 1989 w chodzie na 3000 m, srebrna medalistka HMŚ 1991 oraz HMŚ 1993 na tym samym dystansie. Ma również w dorobku dwa złote medale igrzysk Wspólnoty Brytyjskiej w chodzie na 10 kilometrów (Auckland 1990 i Victoria 1994). Podczas jej startów w igrzyskach olimpijskich najwyższe miejsce zanotowała w swoim ostatnim występie – podczas igrzysk w Sydney (2000) zajęła 7. miejsce w chodzie na 20 kilometrów.

## Rekordy życiowe
- Chód na 5000 m – 20:03,0 (11 lutego 1996 Sydney) aktualny rekord świata
- Chód na 10 000 m – 41:57,22 (1990) rekord Australii i Oceanii, 2. wynik w historii światowej lekkoatletyki
- Chód na 10 km – 41:30 (1988)
- Chód na 20 000 m – 1:33:40,2 (2001) rekord Australii i Oceanii
- Chód na 20 km – 1:29:36 (2000)
- Chód na 3000 m (hala) – 11:53,82 (1993)